# World's Industrial and Cotton Centennial Exposition
World's Industrial and Cotton Centennial Exposition was de naam van de wereldtentoonstelling van 1884, gehouden in de Amerikaanse stad New Orleans. 
In die tijd werd bijna een derde van de Amerikaanse katoen productie verhandeld via de katoenbeurs in de stad. Het woord centennial verwijst naar de eerste geregistreerde export van een partij katoen in 1784. 
Voor de tentoonstelling stelde het Amerikaanse congres $ 300.000 beschikbaar voor de bouw van een tentoonstellingshal en werd een lening van $ 1 mln. verstrekt aan de organisatoren. De planning en bouw van de tentoonstelling werd echter overschaduwd door corruptie en schandalen en de Louisaneese minister van financiën, Edward A. Burke, deed een greep in de schatkist en vluchtte met $ 1.777.000 naar het buitenland.
Ondanks deze financiële problemen slaagde de tentoonstelling erin om tussen de St. Charles Avenue en de Mississippi een aantrekkelijk programma te bieden aan de bezoekers. Het terrein was direct bereikbaar per trein, boot en zeeschip. Het hoofdgebouw had een oppervlakte van 13 hectare en was daarmee het destijds grootste overdekte oppervlak. Het was voorzien van 5000 elektrische lampen, destijds een novum, en 10 keer zoveel als de elektrische verlichting in de rest van de stad. Naast het hoofdgebouw kon men een bezoek brengen aan een tuinbouwhal, een uitzichttoren met elektrische liften en prototypes van verschillende elektrische trams. Het Mexicaanse paviljoen werd gebouwd voor $ 200.000 en werd een publiekstrekker onder meer door de Brass Band die er optrad. 
De Amerikaanse president, Chester Arthur, opende de tentoonstelling op afstand via de telegraaf op 16 december 1884. De tentoonstelling sloot op 2 juni 1885 maar om de enorme financiële verliezen goed te maken werd de tentoonstelling op 10 november 1885 heropend onder de naam North Central & South American Exposition echter zonder veel succes. Na de sluiting op 31 maart 1886 werden veel bouwwerken geveild, meestal voor slechts de schrootwaarde. 
Honderd jaar na deze tentoonstelling vond er weer een Expo in New Orleans plaats.